# Nagykörút (Szeged)
A Nagykörút Szeged egyik legfontosabb útvonala. A Boldogasszony sugárúttól indul, majd Újszegeden a Makai útba torkollik. A Kossuth Lajos sugárút keresztezésétől nyugatra az 5-ös főút, attól keletre a 43-as főút húzódik rajta.
Az 1879-es szegedi nagy árvíz utáni újjáépítés során 700 cm szinten alakították ki, szélességét pedig 38 méterben határozták meg. Részeinek nevét az újjáépítést segítő városokról kapta.

## A körút számokban
A körút egyes részeinek hossza (kb.):
- Bécsi körút: 750 m
- Moszkvai körút: 550 m
- Londoni körút: 450 m
- Mars tér (Londoni körút): 230 m
- Párizsi körút: 600 m
- Berlini körút: 260 m
- Brüsszeli körút: 550 m
- Római körút (az 1979-ben átadott Bertalan híddal együtt): 1300 m
- Temesvári (1990 előtt: Odesszai) körút: 1200 m

## A körút történelme
A szegedi árvíz után sugárutak és körutak rendszerét tervezték meg. A nagyobb útszakaszok azon országok fővárosáról kapták a nevüket 1880-ban, amelyek adományokkal segítették Szeged újjáépítését. (Temesvár akkor Magyarország része volt.) 
A nagykörút eredeti szakaszai következők voltak
- Bécsi körút a Boldogasszony sugárúttól a Szabadkai sugárútig (jelenleg Petőfi Sándor sugárút)
- Berlini körút (1945 óta Moszkvai körút) a Kálvária utcáig[2]
- Londoni körút a Mars térig
- Párizsi körút a Budapesti sugárúttól (jelenleg Kossuth Lajos sugárút) a Csongrádi sugárútig

Két részre bontva a Szűcs utcánál; ettől kezdve jelenleg Berlini körút
- Brüsszeli körút a Vásárhelyi sugárútig (jelenleg József Attila sugárút)
- Római körút a Tiszáig (jelenleg Bertalan híd)
- Temesvári körút Újszegeden